# Ulmaris
Ulmaris is een geslacht van schijfkwallen uit de familie van de Ulmaridae.

## Soorten
- Ulmaris prototypus Haeckel, 1880
- Ulmaris snelliusi Stiasny, 1935